# André Ouellette
Joseph Louis André Ouellette (* 4. Februar 1913 in Salem, Massachusetts, USA; † 11. Oktober 2001 in Mont-Laurier, Québec, Kanada) war ein US-amerikanisch-kanadischer Geistlicher und römisch-katholischer Bischof von Mont-Laurier.

## Leben
André Ouellette besuchte die Schule in Salem und studierte Philosophie und Katholische Theologie in Trois-Rivières. Er empfing am 11. Juni 1938 das Sakrament der Priesterweihe. Anschließend lehrte Ouellette Philosophie in Trois-Rivières und Katholische Theologie an der Universität Laval in Québec. Später war er Regens des Priesterseminars in Trois-Rivières.
Am 29. November 1956 ernannte ihn Papst Pius XII. zum Titularbischof von Carrhae und zum Weihbischof in Mont-Laurier. Der Bischof von Mont-Laurier, Joseph-Eugène Limoges, spendete ihm am 25. Februar 1957 in Trois-Rivières die Bischofsweihe; Mitkonsekratoren waren der Weihbischof in Chicoutimi, Marius Paré, und der Bischof von Trois-Rivières, Georges Léon Pelletier.
Ouellette nahm an allen vier Sitzungsperioden des Zweiten Vatikanischen Konzils teil. Papst Paul VI. ernannte ihn am 27. März 1965 zum Bischof von Mont-Laurier. Die Amtseinführung erfolgte am 6. Juni desselben Jahres. Joseph Louis André Ouellette trat am 10. Mai 1978 als Bischof von Mont-Laurier zurück.
Sein Grab befindet sich in der Kathedrale Notre-Dame-de-Fourvière in Mont-Laurier.